# جوردن أوينز
جوردن أوينز (بالإنجليزية: Jordan Owens)‏ (9 يوليو 1989 ببلفاست في المملكة المتحدة - ) هو لاعب كرة قدم أيرلندي شمالي في مركز الهجوم. شارك مع منتخب أيرلندا الشمالية تحت 19 سنة لكرة القدم ومنتخب أيرلندا الشمالية تحت 21 سنة لكرة القدم ومنتخب أيرلندا الشمالية تحت 23 سنة لكرة القدم ومنتخب أيرلندا الشمالية لكرة القدم. أما مع النوادي، فقد لعب مع نادي كروسيدرز.

## وصلات خارجية
- جوردن أوينز على موقع قاعدة بيانات كرة القدم.إي يو (الإنجليزية)
- جوردن أوينز على موقع ناشيونال فوتبول تيمز (الإنجليزية)
- جوردن أوينز على موقع Soccerway.com (الإنجليزية)